# Burg Friedland (Niederlausitz)
Die Burg Friedland ist eine Burganlage in der Kleinstadt Friedland (Niederlausitz) im Landkreis Oder-Spree. Die Burg mit Zwinger zählt zu den am besten erhaltenen Burgen Brandenburgs.

## Geschichte
Erste Erwähnung fand der Ort Friedland in einer Urkunde vom 3. August 1301, in der castrum et oppidum Vredeburch (Burg und Stadt Friedeberg) genannt werden. Nicht belegt sind urkundliche Erwähnungen aus dem Jahr 1235. 1307 gehörten Stadt und Burg wahrscheinlich zum Besitztum des Timo von Strele. Die erste urkundliche Erwähnung der Burg Friedland stammt aus dem Jahr 1336.
Der Johanniterordensmeister Veit von Thümen wurde 1518 Eigentümer von Stadt, Burg und vierzehn zugehörigen Dörfern. 1623 zerstörte ein großer Stadtbrand die gesamte Burg bis auf die Grundmauern. Übrig blieben nur die heute noch erhaltenen etwa zwei Meter dicken Umfassungsmauern und die Tonnengewölbe der Keller. 1630 ließ Herrenmeister Graf Adam von Schwarzenberg den Burgturm zu drei Stockwerken aufbauen. Während des Dreißigjährigen Krieges wurden Stadt und Burg zwischen 1643 und 1650 von den schwedischen Truppen unter Führung von Oberst Wittkopf besetzt. Ihr heutiges Aussehen erhielt die Anlage 1658. Es entstand ein verputzter Fachwerkbau zwischen den beiden Wohntürmen, der den Schreibern als Amtsstube diente. Obwohl noch 1758 der Bau einer neuen Zugbrücke erfolgt war, wurden bereits neun Jahre später die die Burg umgebenden Wälle abgetragen und ein fester Damm zum Burgtor errichtet. Als der Johanniterorden 1866 säkularisiert worden war, verwaltete das Königreich Sachsen auch die Burg Friedland.
1875 wurden die Burganlage und Besitzungen für 15.000 Mark von der Stadt Friedland gekauft, die bis heute Eigentümerin ist. Unmittelbar nach dem Erwerb wurden die Räume umgebaut. Das Gebäude bestand nun aus Schul- und Magisterräumen sowie Bürgermeister- und Lehrerwohnungen. 1910 begann eine große Renovierung, die bis 1913 andauerte. Das Dach wurde erneuert, die Gebäude neu verputzt, die äußere Burgmauer und die Türme wiederhergestellt und gesichert, die innere Burgmauer wieder errichtet und das gesamte Eingangstor repariert.
Von 1934 bis 1942 diente die Burganlage als Truppführerschule des Reichsarbeitsdienstes. 1935 erfolgte ein umfassender Innenumbau. Während des Zweiten Weltkrieges lagerte das Reichsaußenministerium dort kurzzeitig Dokumente. Nach dem 26. April 1945, dem Tag der Befreiung der Stadt Friedland durch die Rote Armee, diente die Burg als Getreidelager.
1946 wurden für die zahlreich aufgenommenen Vertriebenen aus den ehemaligen deutschen Ostgebieten im Mittelteil der Burg fünf Wohnungen eingerichtet. Im hinteren Wohnturm fand wieder Unterricht statt. In den ersten Nachkriegsjahren wurde auf dem Burghof eine Maschinen-Traktoren-Station installiert, die bis Ende der 1950er Jahre bestand. 1963 erfolgte der Umbau der Kellerräume der Burg zur Schulküche. Im Rittersaal und einem Nebenraum fand Werkunterricht statt. Die Zentralbibliothek Friedland wurde am 12. November 1975 in der Burg eröffnet, 1979 der Rittersaal zum Konzertraum umgestaltet und im April 1986 zog eine Apotheke in die renovierten Räume der Burgremise ein. 1996 begannen umfangreiche Erhaltungs- und Restaurierungsarbeiten, die 1999 abgeschlossen wurden. Der 2004 gegründete Tourismusverein unterhält in der Burg ein Informationszentrum.
Die denkmalgeschützte Burg Friedland gehört zusammen mit den Burgen in Beeskow und Storkow zum Verbund der Strele-Burgen, mit dem kulturelle Aktivitäten im Landkreis Oder-Spree gefördert werden sollen. Seit dem Sommer 2005 finden abwechselnd in den Burgen Sommertheater statt. Die Räume der Burg werden für thematisch wechselnde Ausstellungen genutzt.

## Architektur
Die Stadt und die auf einer Kaupe stehende Burg waren von einer Mauer und einem Wall umgeben. Bis 1866 wurde das Dammmühlenfließ gestaut. Dadurch sind die heute die Burg umgebenden Wiesen von Wasser bedeckt gewesen. Es gab nur einen Zugang zur Stadtseite, der durch eine Zugbrücke gesichert war. An den Ecken des Zwingers befinden sich kleine Verteidigungsrondelle und an der Westseite eine kleine rechteckige Bastion. Während die Ostseite der Burg samt dreigeschossigem Wohnturm noch vollständig von dem 1658 beendeten Umbau erhalten ist, steht an der Westseite nur noch teilweise die Ringmauer. An der Südseite befindet sich das Torhaus und der Zugangsdamm, der 1758 die Zugbrücke ersetzte. In der hier verlaufenden Mauer sind drei gotische sich nach außen öffnende Fensterhöhlen eingelassen. Daneben steht ein Wirtschaftsgebäude, in dem heute eine Gaststätte untergebracht ist.
Im Burghauptgebäude sind originale reich geschnitzte Unterzugbalken erhalten. Einer trägt die Inschrift „Adam Graf zu Schwarzenberg St. Johannis Ordens Herr Meister Anno 1630“. Der im Nordostteil befindliche Rittersaal ist ein mit einem niedrigen Gewölbe versehener kellerartiger Raum. An der Decke sind Wappenmalereien aufgetragen.

## Galerie

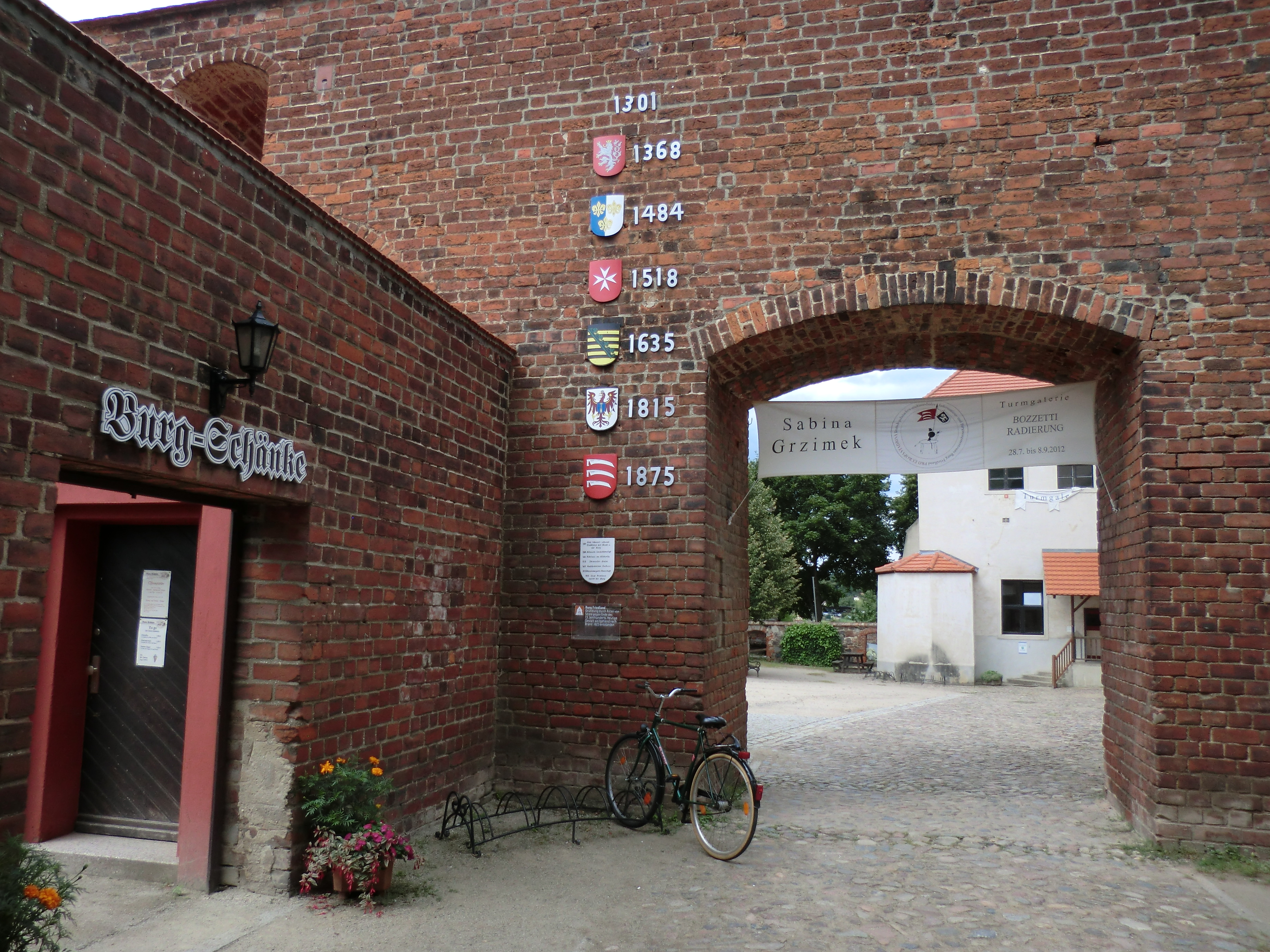
Torhaus und Eingangstor mit Eigentümerwappen
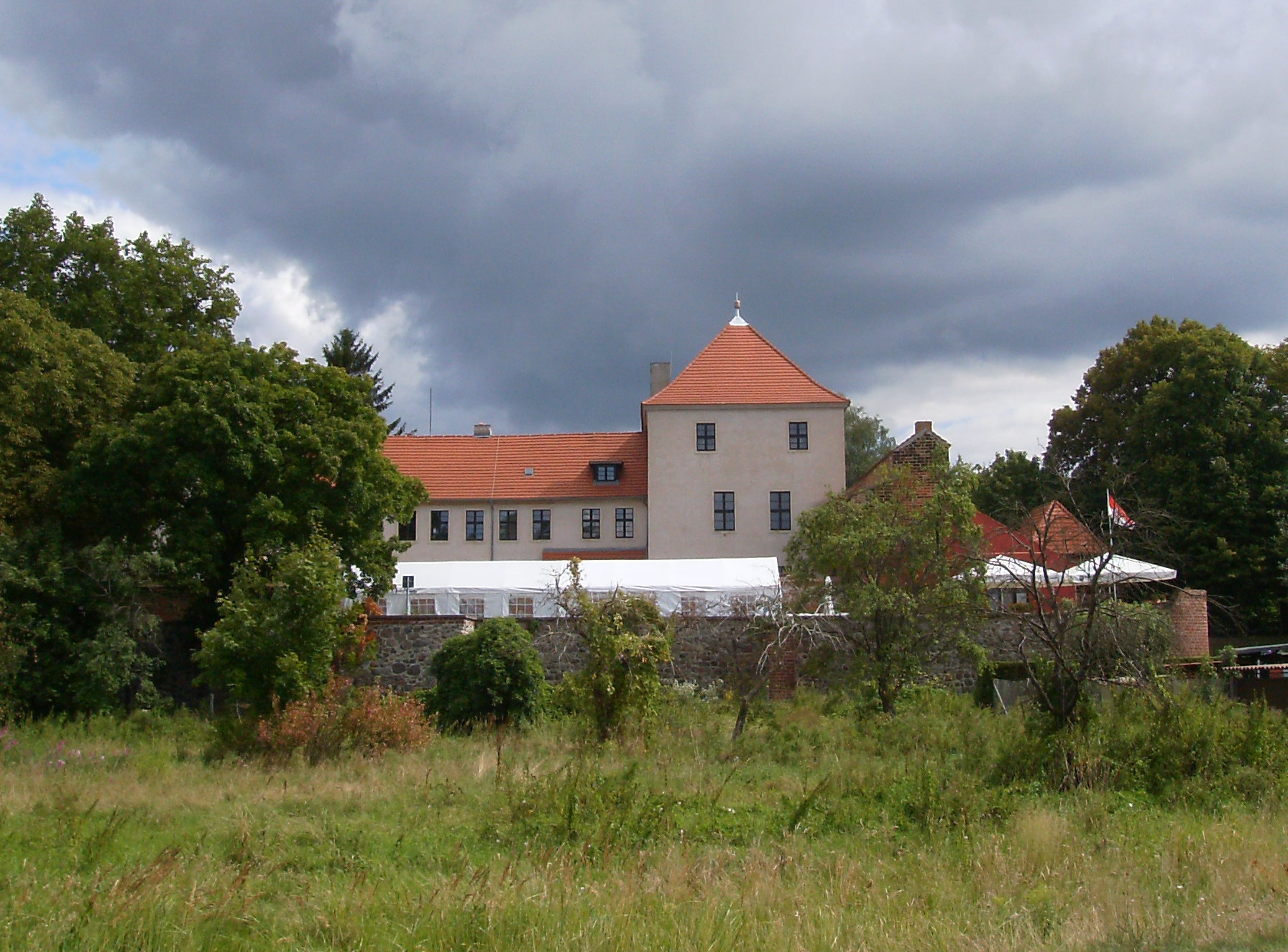
Westseite der Anlage
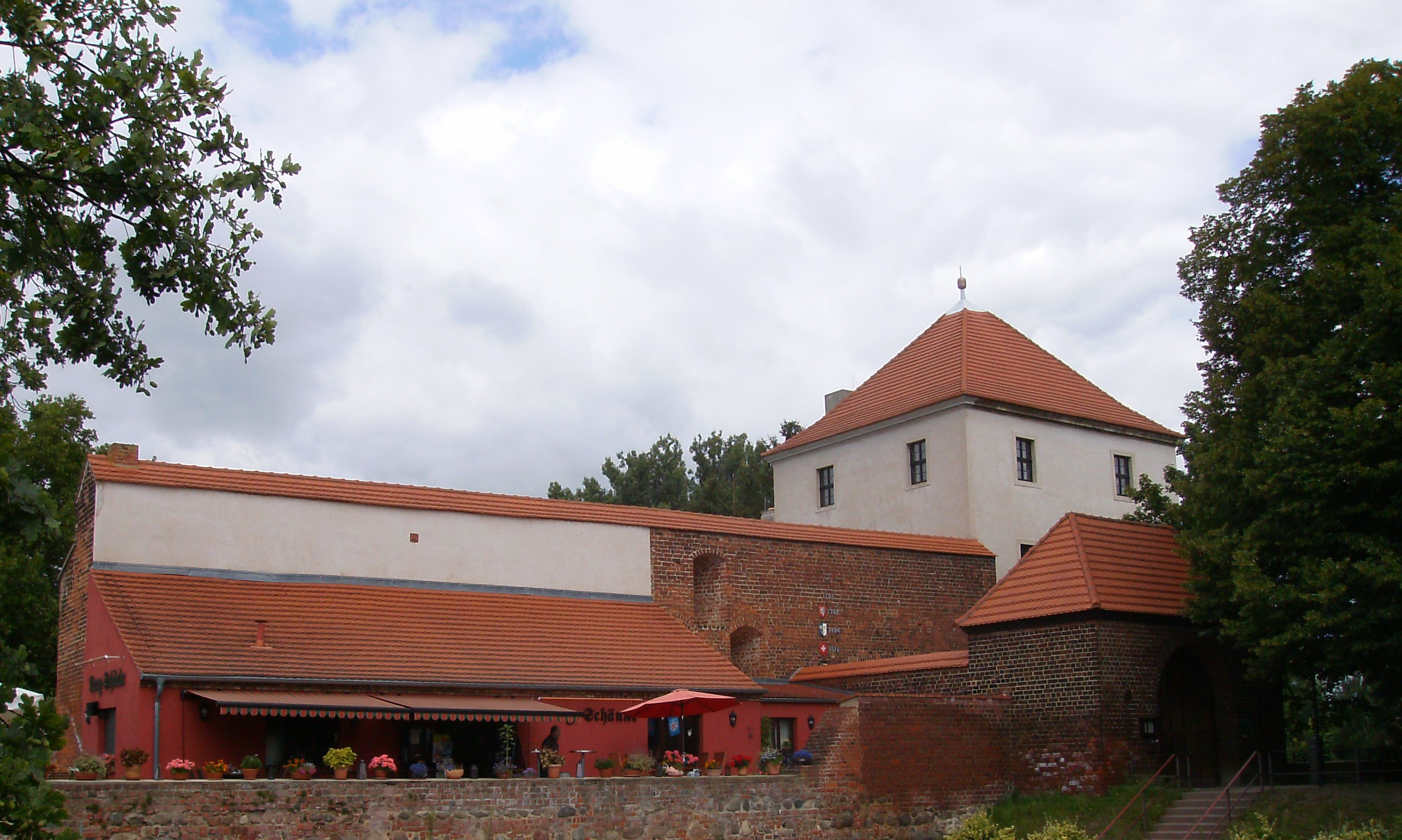
Ansicht von Süden mit Burgschänke

## Sagen
Die hübsche Tochter von einem der Friedländer Burgherren soll die Gemäuer bis heute als Weiße Frau heimsuchen. Sie war das einzige Kind der Familie und besaß neben ihrer Schönheit auch Stolz. Jeden der vielen Ritter, der um ihre Gunst warb, wies sie ab. Wegen der viele Jahre dauernden erfolglosen Suche nach einem Erben war der Burgherr über seine Tochter sehr erzürnt. Als er im Sterben lag, sprach er einen schrecklichen Fluch über sie aus. Da das Mädchen dem Drängen des Vaters nicht nachgeben wollte, verschwand sie jedoch einige Tage vorher aus der Burg. Seither wandert sie in Vollmondnächten ruhelos auf den Burgmauern umher. Oft soll sie auch im Schlossgang zu sehen gewesen sein. Sie schreitet auf vorbeikommende Männer zu und folgt ihnen schweigend. Der Mann darf sie nicht anreden, auch nicht fluchen oder nach ihr werfen oder schlagen. Still muss er seines Weges gehen, ohne sie anzusehen oder sich nach ihr umzusehen. Sonst springt ihm der Geist auf den Rücken und würgt ihn zu Tode.